# Jacqueline Scott
Jacqueline Sue Scott (Sikeston, 25 giugno 1931 – Los Angeles, 23 luglio 2020) è stata un'attrice statunitense.
Apparve in oltre un centinaio di programmi televisivi e serie per il piccolo schermo.

## Biografia
Jacqueline Scott trascorse buona parte della sua infanzia spostandosi da una città all'altra seguendo il padre, che lavorava nel settore dei trasporti. Frequentò 15 scuole diverse prima di stabilirsi a Neosho, nel Missouri, dove frequentò il liceo locale.
All'età di tre anni vinse un concorso come ballerina di tip-tap, che la portò a intraprendere la carriera nello spettacolo. Trasferitasi a Saint Louis, lavorò per una piccola compagnia teatrale, e poco dopo partì per New York per proseguire la propria carriera. Allieva di Uta Hagen, ottenne il suo primo ruolo importante a Broadway con un personaggio di "ingenua" nella pièce The Wooden Dish, al fianco di Louis Calhern. Recitò in un ruolo analogo anche in Inherit the Wind, accanto a Paul Muni.
Nel 1956 iniziò la carriera di interprete televisiva, comparendo in diverse serie di successo, come Perry Mason, nei ruoli di Amelia Armitage nell'episodio The Case of the Daring Decoy (1958), di Sally Wilson in The Case of the Glittering Goldfish (1959), e di Kathi Beecher in The Case of the Violent Village (1960). Nella serie televisiva Il fuggiasco, la Scott interpretò il ruolo della sorella del protagonista, il dottor Richard Kimble (David Janssen) in cinque episodi trasmessi tra il 1964 e il 1967, tra cui la puntata finale in due parti.

## Filmografia parziale

### Cinema
- Macabro (Macabre), regia di William Castle (1958)
- L'ora della furia (Firecreek), regia di Vincent McEveety (1968)
- Ultima notte a Cottonwood (Death of a Gunfighter), regia di Don Siegel e Robert Totten (1969)
- Duel, regia di Steven Spielberg (1971)
- Chi ucciderà Charley Varrick? (Charley Varrick), regia di Don Siegel (1973)
- L'impero delle termiti giganti (Empire of the Ants), regia di Bert I. Gordon (1977)
- Telefon, ragia di Don Siegel (1977)
- Un giocatore troppo fortunato (Jinxed!), regia di Don Siegel (1982)

### Televisione
- Navy Log – serie TV, episodi 2x19-2x20 (1957)
- The Kaiser Aluminum Hour – serie TV, episodi 1x19-1x24 (1957)
- Indirizzo permanente (77 Sunset Strip) – serie TV, episodio 1x09 (1958)
- Steve Canyon – serie TV, episodio 1x04 (1958)
- Perry Mason – serie TV, 3 episodi (1958-1960)
- Have Gun - Will Travel – serie TV, 5 episodi (1958-1963)
- Goodyear Theatre – serie TV, episodi 2x11-3x08 (1959-1960)
- Flight – serie TV, episodio 1x35 (1959)
- I detectives (Detectives) – serie TV, episodio 2x19 (1961)
- Ispettore Dante (Dante) – serie TV, episodio 1x13 (1961)
- Corruptors (Target: The Corruptors) – serie TV, episodio 1x10 (1961)
- Avventure in paradiso (Adventures in Paradise) – serie TV, episodi 2x32-3x18 (1961-1962)
- The Wide Country – serie TV, episodio 1x01 (1962)
- Il virginiano (The Virginian) – serie TV, episodio 1x03 (1962)
- Ai confini della realtà (The Twilight Zone) – serie TV, episodio 4x11 (1963)
- L'ora di Hitchcock (The Alfred Hitchcock Hour) – serie TV, episodio 2x03 (1963)
- G.E. True – serie TV, episodio 1x29 (1963)
- Ben Casey – serie TV, episodio 2x21 (1963)
- La legge del Far West (Temple Houston) – serie TV, episodio 1x06 (1963)
- La grande avventura (The Great Adventure) – serie TV, episodio 1x19 (1964)
- Il fuggiasco (The Fugitive) – serie TV, 5 episodi (1964-1967)
- Bonanza – serie TV, episodio 7x13 (1965)
- I giorni di Bryan (Run for Your Life) – serie TV, episodio 2x12 (1966)
- Gunsmoke – serie TV, 8 episodi (1959-1972)
- F.B.I. (The F.B.I.) – serie TV, 4 episodi (1966-1973)
- Le strade di San Francisco (The Streets of San Francisco) – serie TV, episodi 1x03- 3x01 (1972-1974)
- Starsky & Hutch (Starsky and Hutch) – serie TV, episodio 1x16 (1976)

## Doppiatrici italiane
- Rosetta Calavetta in Ultima notte a Cottonwood
- Cristina Grado in Duel
- Vittoria Febbi in Starsky & Hutch
- Antonella Rinaldi in Duel (ridoppiaggio)